# Клембовский, Владислав Наполеонович
Владислав Наполеонович (Владимир Николаевич) Клембовский (28 июня [10 июля] 1860, Московская губерния — 19 июля 1921) — российский военачальник, генерал от инфантерии.

## Биография
Происходил из дворян Московской губернии. Братья — Артур-Оскар (генерал-майор) и Наполеон (полковник). Сын Георгий — подполковник.
- Окончил 1-ю Московскую военную гимназию (1877) и 3-е военное Александровское училище (1879), выпущен прапорщиком в лейб-гвардии Измайловский полк.
- 1885 — окончил Николаевскую академию Генерального штаба.
- 1885—1886 — офицер Генерального штаба при штабе 13-го армейского корпуса
- 15 февраля 1886 — 4 августа 1890 — старший адъютант штаба 1-й пехотной дивизии.
- 1887 — командир роты 1-го пехотного Невского полка.
- 1887—1889 — командир роты 2-го пехотного Софийского полка.
- 4 августа 1890—1894 — преподаватель Тверского кавалерийского юнкерского училища.
- 1894 — полковник.
- 11 августа 1894 — штаб-офицер при управлении 1-й стрелковой бригады.
- Май-сентябрь 1895 — командир батальона 2-го лейб-гвардии стрелкового полка.
- 27 ноября 1897 — начальник штаба 7-й пехотной дивизии
- 16 сентября 1899 — начальник штаба 11-й кавалерийской дивизии.
- 25 ноября 1899 — начальник штаба 31-й пехотной дивизии.
- 30 июня 1901 — командир Тамбовского 122-го пехотного полка, во главе которого участвовал в русско-японской войне (дважды ранен и контужен).
- 1904 — генерал-майор.
- 21 октября 1904 — начальник штаба 4-го армейского корпуса.
- 4 февраля 1906 — начальник штаба 10-го армейского корпуса.
- 1912 — генерал-лейтенант.
- 29 июня 1912 — 13 октября 1914 — начальник 9-й пехотной дивизии, с которой вступил в Первую мировую войну.
- 19 августа 1914 — временно исправляющий должность командира XVI армейского корпуса.
- 13 октября 1914 — командир 16-го армейского корпуса.
- 4 ноября 1914 — награждён орденом св. Георгия 4-й степени
- В июле 1915 г. - активный участник битвы на Висле[1][2].

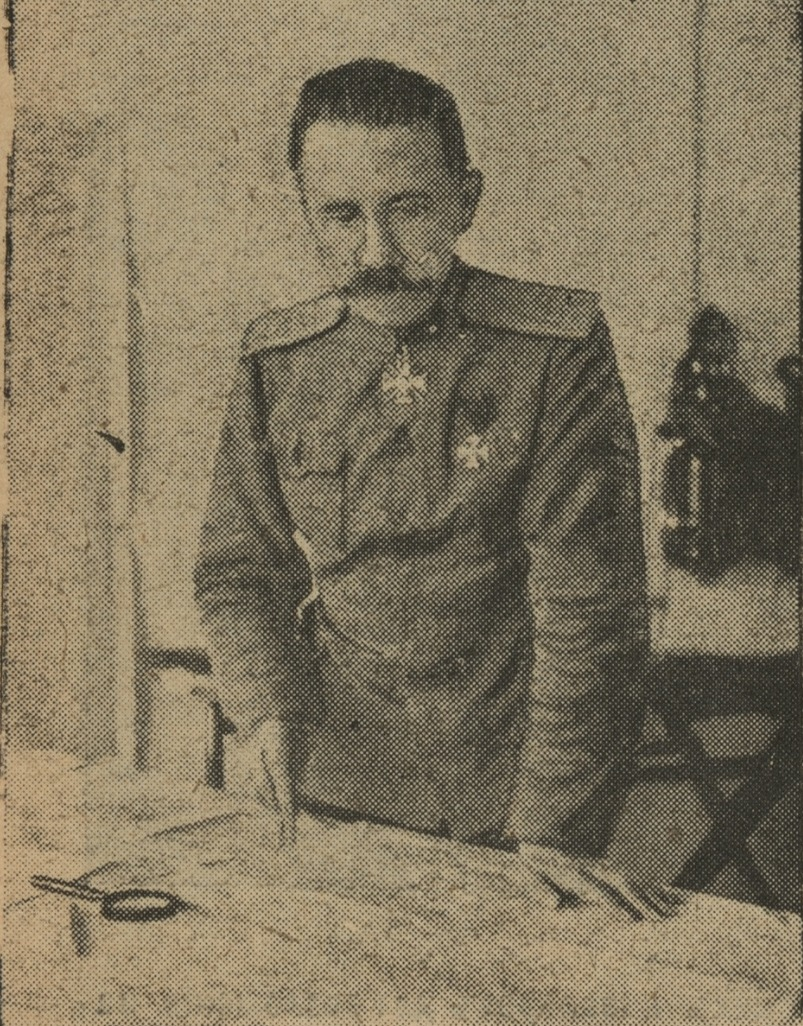

- 13 декабря 1915 — начальник штаба Юго-Западного фронта, занимал этот пост во время «Брусиловского (Луцкого) прорыва».

Клембовский, невзирая на некоторые свои недостатки, был именно дельный, умный генерал, вполне способный к самостоятельной высокой командной должности (А. А. Брусилов)
- 10 апреля 1916 — генерал от инфантерии (старшинство 17 сентября 1915, за отличия в делах против неприятеля)
- 20 июля 1916 — награжден Георгиевским оружием за разработку планов Луцкого прорыва и личное руководство его подготовкой в полосе 8-й армии.
- Октябрь 1916 — Командующий 11-й армией.
- 20 декабря 1916 — Помощник начальника штаба Верховного главнокомандующего.
- 11 марта — 5 апреля 1917 — Начальник штаба Верховного главнокомандующего.
- Апрель 1917 — Отказавшись принять командование армией, был введён в состав Военного совета.
- 31 мая 1917 — Главнокомандующий армиями Северного фронта (1-я, 12-я и 5-я армии и XLII отдельный армейский корпус).
- 10 (23) июля 1917 — Силами 5-й армии провёл безуспешное наступление у Якобштадта
- 14 (27) июля 1917 — Приказал без боя сдать Икскюльский плацдарм на левом берегу Западной Двины
- Август 1917 — Руководил неудачной Рижской операцией .
- 9 сентября 1917 — Снят с командования фронтом с назначением членом Военного Совета за отказ от предложения Керенского сменить ген. Корнилова на посту Верховного главнокомандующего.

Ранним утром 28 августа командующему Северным фронтом генералу Клембовскому была направлена телеграмма следующего содержания: «Временным правительством Вы назначаетесь врид Верховного главнокомандующего, с оставлением Вас в Пскове и с сохранением должности Главкосева. Предлагаю Вам немедленно принять должность от генерала Корнилова и немедленно мне об этом донести. Министр-председатель Керенский».
По обыкновению приказ был передан через штаб Верховного главнокомандующего. Ответ генерала Клембовского поступил через несколько часов:
«От Главковерха получил телеграмму, что я назначаюсь на его место. Готовый служить родине до последней капли крови, не могу во имя преданности и любви к ней принять эту должность, так как не чувствую в себе ни достаточно сил, ни достаточно уменья для столь ответственной работы в переживаемое тяжёлое и трудное время. Считаю перемену Верховного командования крайне опасной, когда угроза внешнего врага целости и свободы родины повелительно требует скорейшего проведения мер для поднятия дисциплины и боеспособности армии. Клембовский. 28 августа».

Позднее мы узнали, что генерал Клембовский был одним из двух командующих фронтами (всего их было пять), которые выразили свою поддержку генералу Корнилову. Другим является командующий Юго-Западным фронтом генерал Деникин (А. Ф. Керенский).
Ген. Клембовский вместо помощи или хотя бы нейтралитета по отношению к Корнилову снёсся с Керенским и покинул Псков, оставив вместо себя начальника гарнизона, грубого и ловкого, не стесняющегося менять убеждения Бонч-Бруевича (П. Н. Краснов).

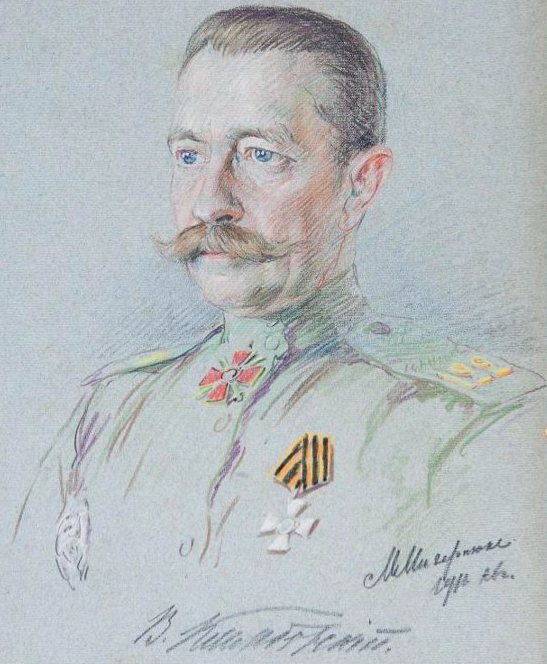
Портрет 1916 г.

Весной и летом 1918 года Клембовский находился в тюрьме в качестве заложника советской власти. Затем был освобожден и принят на службу в РККА, однако, в гражданской войне не участвовал, занимаясь военно-исторической работой. С августа по октябрь 1918 был председателем Военно-исторической комиссии по изучению опыта мировой войны, а затем её членом. С мая 1920 года — член Особого совещания при Главкоме РККА под председательством своего бывшего командира А. А. Брусилова.
В июне 1920 года был назначен состоять в распоряжение командующего Кавказской армией. По прибытии в Ростов-на-Дону 30 июня 1920 года он был арестован чекистами в своём вагоне и 5 июля доставлен в Москву. Обвинялся в связях с заграничными белогвардейскими организациями. Его несколько раз допрашивал Я. С. Агранов, но затем всякие допросы прекратились. Об освобождении Клембовского ходатайствовали Брусилов, Раттэль, ряд видных коммунистов по просьбе Брусилова, Московское представительство Красного Креста, но безуспешно. Умер в Бутырской тюрьме после 14-дневной голодовки. Обвинение Клембовскому за год пребывания в тюрьме так и не было предъявлено.
В 7-м коридоре была еще одна камера, с номером 72. Она помещалась в конце коридора, на отлете. Имела отдельную уборную. Её два окна выходили на тюремный двор. В этой камере, за разгром Красной Армии под Варшавой в 1920 году, сидел генерал Клембовский. Чекисты его долго держали в тюрьме без допросов. Генерал объявил голодовку. Явился, хотя и не сразу, полномочный представитель ВЧК. Предложил генералу прекратить голодовку. Клембовский продолжал голодать, кажется, так и умер от голода. Никто ему не помог, никто его делом не заинтересовался.
Клементьев В. Ф. В большевистской Москве. — М., 1998. — С. 363.
У В. Н. Клембовского было два младших брата. Генерал-майор Артур-Оскар Клембовский после увольнения со службы в 1917 году проживал в Ялте, в ноябре 1920 года отказался от эвакуации из России и сразу после занятия Крыма красными был расстрелян во время массовых убийств белых офицеров. Полковник лейб-гвардии Измайловского полка Наполеон Клембовский во время гражданской войны жил в Петрограде и в январе 1921 года бежал в Финляндию, а затем во Францию. Сын В. Н. Клембовского Георгий, военный лётчик, участвовал в Белом движении на Севере, затем был в эмиграции в Финляндии и Югославии, где получил чин полковника.

## Награды
- орден Св. Станислава 3-й степени (1886)
- орден Св. Анны 3-й степени (1890)
- орден Св. Станислава 2-й степени (1896)
- орден Св. Анны 2-й степени (1901)
- орден Св. Владимира 4-й степени с мечами и бантом (1905)
- орден Св. Владимира 3-й степени с мечами (1905)
- орден Св. Станислава 1-й степени (1908)
- орден Св. Анны 1-й степени (1912)
- орден Св. Георгия 4-й степени (04.11.1914)
- орден Св. Владимира 2-й степени с мечами (06.12.1914)
- мечи к ордену Св. Анны 1-й степени (18.03.1915)
- орден Белого Орла с мечами (17.11.1915)
- Георгиевское оружие (20.07.1916)

## Сочинения
- Тайные разведки (военное шпионство). Санкт-Петербург, 1892 Архивная копия от 1 апреля 2011 на Wayback Machine
- Тайные разведки (военное шпионство). — Санкт-Петербург, 1911.
- Партизанские действия. — Санкт-Петербург, В. Березовский, 1894.
- Партизанские действия. Изд. 2-е, доп. данными о партизанских действиях на русском фронте в войну 1914—1917 гг. — Пг. 1919.
- Стратегический очерк войны 1914—1918 гг. Ч. 5. Период с октября 1915 г. по октябрь 1916 г. Позиционная война и прорыв австрийцев Юго-Западным фронтом. Сост. В. Н. Клембовский. — М., 1920.
- Очищение Икскюльского тэт-де-пона (14 июля 1917 года). — Военное дело, 1918, № 4, стр. 9-10.
- Оборона р. Вислы в районе Рычивол-Козенице 16-22 июля 1915 г. — Военное дело, 1918, № 16, стр 10-12; № 15, стр. 10-12; № 18 стр. 8-10.
- Об укрепленных позициях. (По опыту войны). — Военное дело, 1918, № 16, стр. 3-5.
- О дружинах государственного ополчения. (По опыту войны). — Военное дело, 1918, № 19, стр. 9-10.
- Стратегические расчеты или стратегическая растерянность? — Военное дело, 1919, № 3. стлб. 135—139.
- По поводу заметки «Гвардия на Стоходе 15-19 июля 1916 года». — Военное дело, 1919, № 9-10. стлб. 407—408. (ответ на статью К.Осипова, Военное дело, 1919, № 4)
- Партизанские действия в войну 1914—1917 гг. на русском фронте. — Военное дело, 1919, № 30-33.
- Тактические примеры из войны 1914—1918 гг. — Военное дело, 1918, № 26, 27, 29, 1919, № 2, 5-8, 13-16, 26, 27, 32-35.
- Атака и прорыв неприятельских укрепленных позиций. Архивная копия от 4 января 2009 на Wayback Machine // Военно-исторический сборник, М., 1919, Вып. 1.
- Организация военного шпионства в Австрии во время войны 1914—1918 гг. Архивная копия от 31 марта 2009 на Wayback Machine // Военно-исторический сборник. — М., 1920, Вып. 4.